# Joan-Pau Verdier
Joan-Pau Verdier   (Perigús, 1 de febrer de 1947 - Briva la Galharda, 21 de juny de 2020) fou un cantautor occità, un dels més coneguts de la reviscolada de la cançó occitana dels anys 1970 anomenada Nòva Chançon (juntament amb Claudi Martí, Patric, Maria Roanet, Mans de Breish…) paral·lel a la Nova Cançó catalana.
També fou un dels primers autors occitans editats per una discogràfica de producció d'abast francès (Philips) el 1973 amb el disc Occitània sempre, cosa que fou força criticada per alguns mitjans occitanistes, que ho consideraven com vendre l'ànima al diable parisenc. Més tard va editar en llemosí nombroses cançons de Léo Ferré i animava tots els diumenges al migdia l'emissió occitana de France Bleu Peirigòrd, anomenada "Meitat chen, meitat pòrc" (amb Marçau Peironi).
Verdier compongué la banda sonora original del film Istòria d'Adrian, de Jean-Pierre Denis.

## Discografia
- Occitània Sempre, 33t. : Philips, 1973.
- L'Exil, 33t. : Philips, 1974.
- Faits divers, 33t. : Philips, 1975.
- Vivre, 33t. : Philips, 1976.
- Tabou le chat, 33t. : Philips, 1977.
- Les nuages dans la tête, 33t. : Philips, 1978.
- Apollinaire Street, 45t. : Philips, 1979.
- Le Chantepleure, 33t. : Philips, 1980.
- Ballade d'Adrien, 45t. : Philips, 1981.
- Machita, 45t. : Philips, 1982.
- Plus rien à perdre, 45t. : Philips, 1983.
- Cinquième Saison, 33t. : Scalen'Disc, 1987.
- Pirouettes : Revolum, Concors Medias, 1992.
- Joan-Pau Verdier, les grandes chansons : Licence Phonogram, 1993.
- Vint ans aprep : Revolum, Concors Media 7, 1993.
- Veilleur de sud, CD, 1996.
- La mémoire et Ferré, CD, 1996.